# Kuta och kör
Kuta och kör, med originaltiteln Run for Your Wife, är en fars från mitten av 1980-talet av engelsmannen Ray Cooney. Pjäsen spelades nio år i följd i London och blev för några år sedan utsedd till en av världens 100 mest framgångsrika pjäser[när?][källa behövs]. Den hade premiär i London den 12 december 1983.

## Handling
Kuta och kör handlar om taxichauffören John Smith som lever ett hemligt dubbelliv och är gift med två fruar samtidigt. En dag råkar John ut för en olycka och när polisen upptäcker att han är skriven på två olika adresser börjar problemen hopa sig. Han anförtror sig åt sin bästa kompis, Stanley, som lyckas röra till intrigen ännu mera. John och Stanley hamnar i en härva av lögner, missförstånd och förvecklingar.

## Uppsättningar i Sverige (urval)
1984 spelades farsen för utsålda hus på Folkan i Stockholm med Björn Gustafson i huvudrollen som taxichauffören. I övriga roller fanns bl.a. Ulf Brunnberg, Mona Seilitz, Suzanne Ernrup, Sune Mangs och Stig Grybe. Hagge Geigert satte upp farsen på Lisebergsteatern i Göteborg 1988 med Ulf Dohlsten och Puck Ahlsell som John och Stanley. En ny version under namnet Maken till fruar med Robert Gustafsson i rollen som den otursförföljde taxichauffören spelades på Oscarsteatern 2000-2001.
Sommaren 2007 spelades den i Växjö Folkets park med Allan Svensson i huvudrollen som den olycksföljde chauffören och Anders Aldgård som hans följeslagare. Anders Aldgård stod även för manusbearbetningen och regin.
Hösten 2008 spelades Kuta och kör på Lorensbergsteatern i Göteborg i regi av Bo Hermansson med Thomas Petersson i rollen som taxichauffören. Ensemblen i uppsättningen på Lorensbergsteatern inkluderade även Brasse Brännström, Carina Lidbom, Per Eggers, Mirja Burlin och Niklas Hjulström.
Under sommaren 2009 spelades Kuta och Kör i Mariebergsskogen i Karlstad. Medverkande var bland andra Robin Stegmar och Göran Gillinger.
Kuta och Kör uppfördes även sommaren 2010 i Folkets Park i Huskvarna i regi av Carl Michael Karlsson.
2018 sattes pjäsen upp på Gunnebo slottsteater i Mölndal, även denna gång med Allan Svensson i huvudrollen. I denna uppsättning medverkade även bl.a. Ola Forssmed, Hans Josefsson och Lars-Åke Wilhelmsson.

### TV
Den klassiska uppsättningen från Folkan sändes i SVT Kanal 1 julen 1992. Förut var det vanligt förekommande att SVT filmade många av Stockholms privatteatrars succéer och sände dem i TV runt jul och nyår. Denna TV-inspelning var dock ej gjord på Folkan, utan exklusivt repeterad och framförd som en vanlig föreställning med publik 1992 i en TV-studio på SVT. Sändningen hade enormt höga tittarsiffror och fick rekordhögt betyg av tittarna. Denna tittarframgång ledde till att SVT spelade in ännu en fars av Ray Cooney, som de sände året därpå.

## Film
En brittisk långfilm med titeln Run for Your Wife producerades och regisserades av John Luton och hade premiär på bio 2012. Över 80 välkända skådespelare medverkar som statister, bland dem Judi Dench, Cliff Richard, Prunella Scales, Richard Briers, Bernard Cribbins, Derek Fowlds, Rolf Harris, Andrew Sachs och Timothy West. 